# Gornji Vinkovec
Gornji Vinkovec – wieś w Chorwacji, w żupanii zagrzebskiej, w mieście Sveti Ivan Zelina. W 2011 roku liczyła 66 mieszkańców.